# Nymphargus phenax
Espèce
Synonymes
- Centrolenella phenax Cannatella & Duellman, 1982
- Cochranella phenax (Cannatella & Duellman, 1982)

Statut de conservation UICN

 EN  : En danger
Nymphargus phenax est une espèce d'amphibiens de la famille des Centrolenidae.

## Répartition
Cette espèce est endémique de la province de La Mar dans la région d'Ayacucho au Pérou. Elle se rencontre à 1 840 m d'altitude dans la vallée du río Apurímac.

## Publication originale
- Cannatella & Duellman, 1982 : Two new species of Centrolenella, with a brief review of the genus in Perú and Bolivia. Herpetologica, vol. 38, no 3, p. 380-388.